# Bulbophyllum moratii
Bulbophyllum moratii là một loài phong lan thuộc chi Bulbophyllum.